# Nuevo Central Argentino

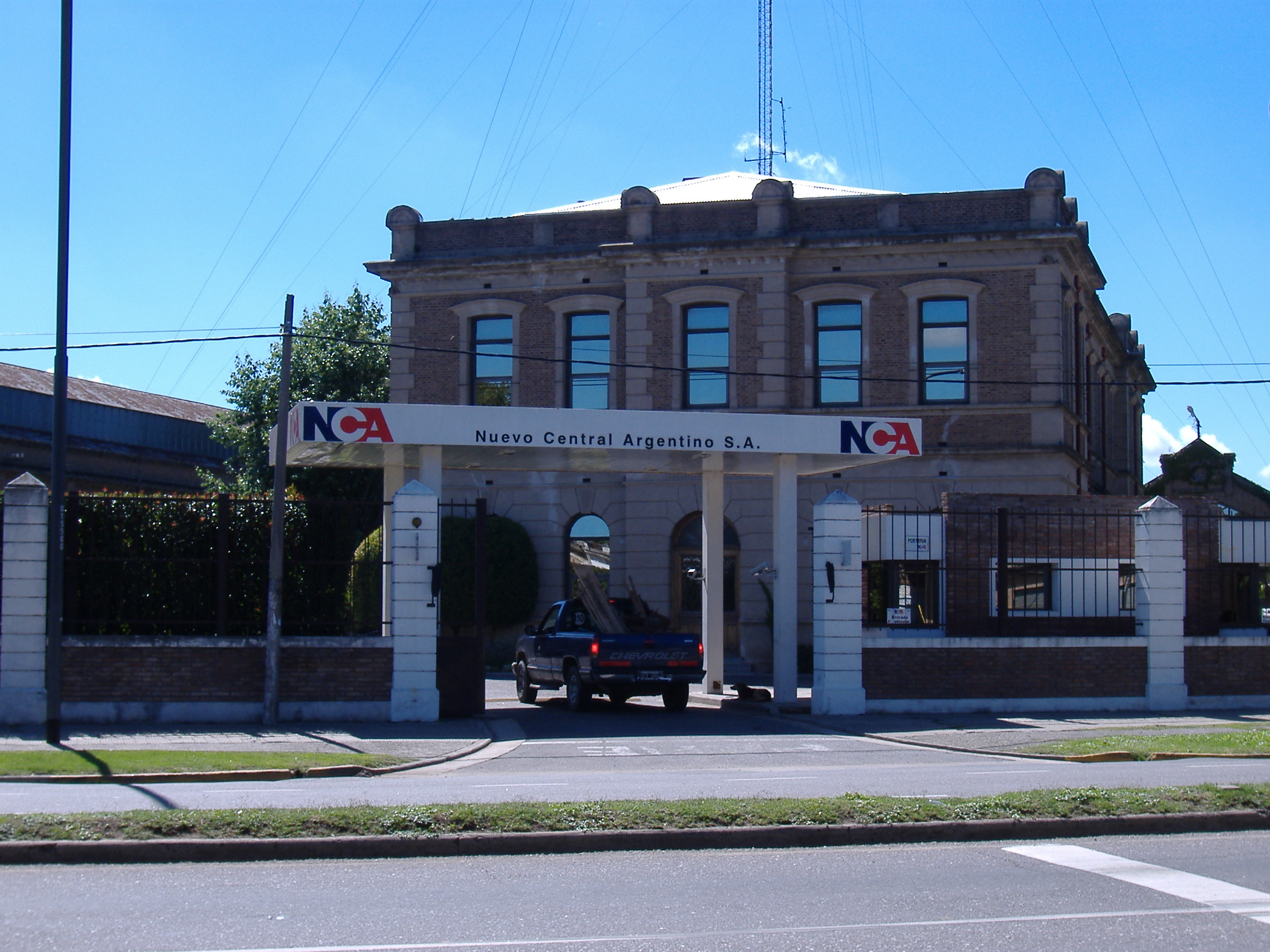
Sitz des Unternehmens in Rosario (Santa Fe)

Die Nuevo Central Argentino S.A. (NCA) ist ein argentinisches Eisenbahnunternehmen mit Sitz in Rosario (Santa Fe), das vornehmlich Güterverkehr auf der Ferrocarril Bartolomé Mitre betreibt.
Nachdem unter der Präsidentschaft von Carlos Menem die staatlichen Ferrocarriles Argentinos privatisiert wurden, übernahm das neugegründete Unternehmen Nuevo Central Argentino für dreißig Jahre die Güterverkehrskonzession auf dem Netz der Ferrocarril Bartolomé Mitre mit der Option auf zehn weitere Jahre. Der Betrieb begann am 23. Dezember 1992. Insgesamt betreibt das Unternehmen Verkehre auf über 5000 Kilometer zwischen den Provinzen Buenos Aires, Santa Fe, Córdoba, Santiago del Estero und Tucumán. Im ersten Jahr 1993 transportierte NCA 2,83 Millionen Tonnen. 2002 wurden jährlich über 7 Millionen Tonnen transportiert; hauptsächlich Getreide und andere landwirtschaftliche Produkte.
Am 28. Juni 2021 gab das argentinische Transportministerium bekannt, die Konzession der NCA nach Ablauf der 30-jährigen Laufzeit nicht zu verlängern und den Betrieb an die staatliche Ferrocarriles Argentinos (2015) zu übergeben. Der Betreiberwechsel fand 2023 jedoch nicht statt. Die im Dezember 2023 angetretene Regierung von Javier Milei revidierte die Entscheidung der Vorgängerregierung und erteilte der NCA im Juli 2025 eine Konzession bis Dezember 2032.
Es werden Diesellokomotiven der Baureihen GAIA, GT-22, GR-12 und RSD-16 eingesetzt. 
Seit 2005 bot Nuevo Central Argentino in Zusammenarbeit mit dem Nahverkehrsunternehmen Ferrovías Fernverkehre unter dem Namen Ferrocentral zwischen der Hauptstadt sowie den Provinzhauptstädten San Miguel de Tucumán und Córdoba an. Diese Verkehre wurden 2014 vom neugegründeten Unternehmen Trenes Argentinos Operaciones übernommen.